# Örebro

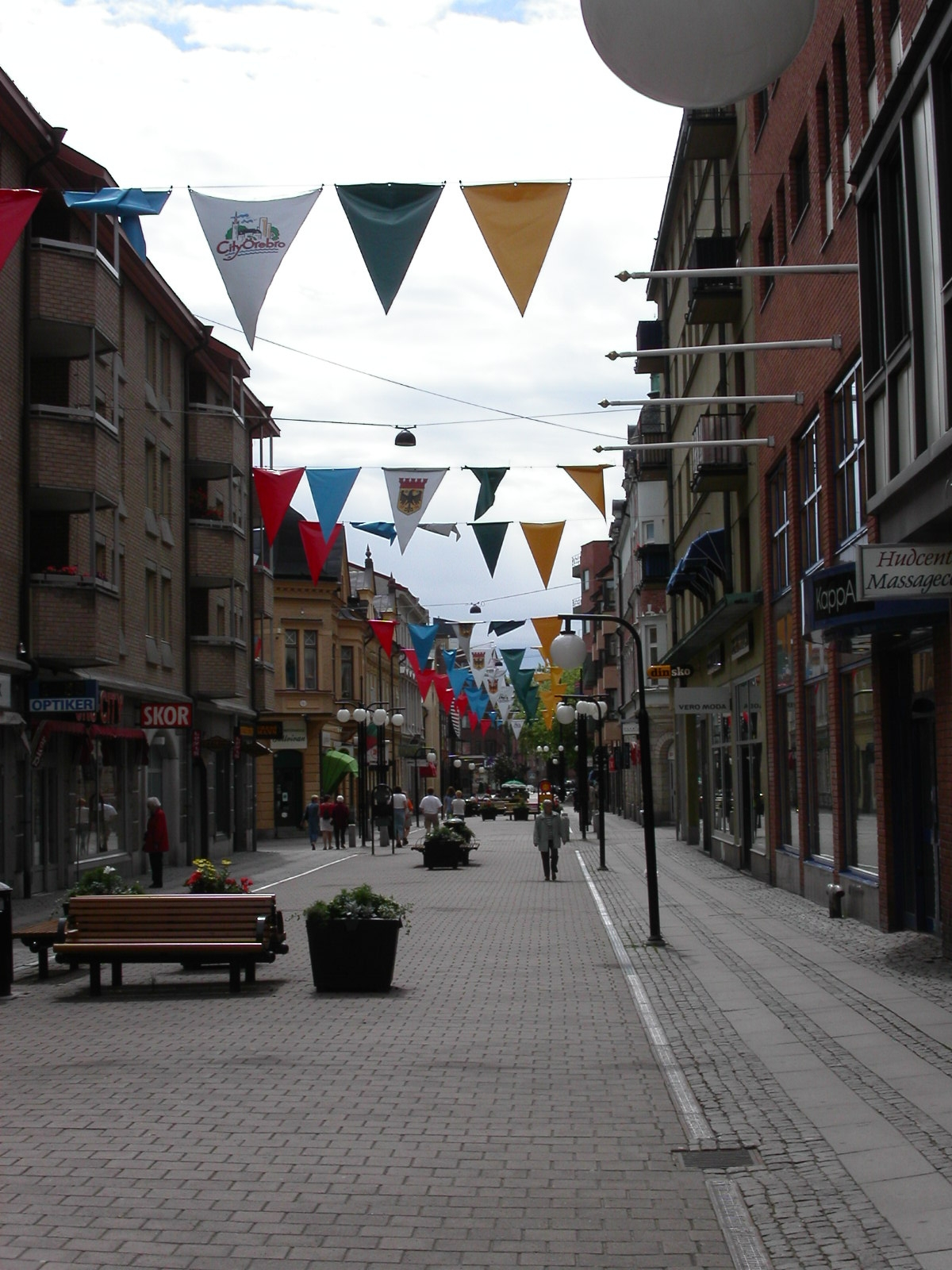
Innenstadt von Örebro

Örebro [œrəˈbruː] ist eine Stadt in der schwedischen Provinz Örebro län und der historischen Provinz Närke. Sie ist Hauptort der gleichnamigen Gemeinde.

## Geographie
Örebro liegt am Fluss Svartån, der ein kurzes Stück jenseits der Stadt in den Hjälmaren, Schwedens viertgrößten See, mündet. Über den Arbogaån und den Mälaren ist die Stadt mit Stockholm verbunden.
Örebro liegt etwa 200 Kilometer westlich von Stockholm, 300 Kilometer östlich von Oslo und 300 Kilometer nordöstlich von Göteborg.
Ein kleiner Teil (2 Hektar) der Fläche des Ortes mit 4 Einwohnern (2015) gehört zur benachbarten Gemeinde Kumla.

## Geschichte
Birger Jarl ließ 1265 eine Furt über den Fluss Svartå durch einen Befestigungsturm sichern. Die Stadt entstand im Mittelalter als Hafenstadt für den Eisenhandel. Im Bergland Kilsbergen im nordwestlichen Teil der Provinz Örebro län waren früher viele Eisengruben und -hütten ansässig. Im Winter fuhr man mit dem Eisen in die Stadt und verkaufte es bei der Messe am St.-Heinrichs-Tag. Die traditionelle Hindersmässan wird noch immer jährlich in der letzten Januarwoche gefeiert.
Im 15. Jahrhundert gewann die Stadt unter Engelbrekt Engelbrektsson größere politische Bedeutung. Unter den fünfzehn in Örebro abgehaltenen Reichstagen ist der vom 4. Januar 1540 bemerkenswert, auf welchem Schweden zum Erbreich erklärt wurde.
Der im 17. und 18. Jahrhundert erbaute Hjälmare-Kanal brachte der Stadt eine Verbindung zur Ostsee. Dies stärkte die wirtschaftliche Bedeutung von Örebro. Durch den 1888 eingeweihten Örebro-Kanal wurde eine Beschiffung bis ins Zentrum der Stadt möglich.
Auf dem Reichstag vom 21. August 1810 wurde der französische Marschall Bernadotte zum schwedischen Thronfolger gewählt, der spätere schwedische und norwegische König Karl XIV. Johann. Am 12. Juli 1812 wurde mit dem Frieden von Örebro der Schwedisch-Britische Krieg beendet.
1854 brannte die Stadt bis auf die Grundmauern nieder und wurde danach aus Stein wieder aufgebaut. Im Jahr 1887 hatte Örebro 13.618 Einwohner. Im 19. Jahrhundert wurde Örebro zum Zentrum der Schuhproduktion in Schweden. Bis in die 1960er Jahre war die Stadt noch im starken Wachstum begriffen und hatte gerade einen neuen Wasserturm (Svampen, „Der Pilz“, mit Restaurant und Aussichtsturm, Architekt Sune Lindström) und ein Hochhaus (Krämaren, 22 Stockwerke) errichtet, als die Schuhindustrie unterging. Die Einrichtung einer staatlichen Verwaltungsbehörde (für Statistik bzw. Verkehrssicherheit) konnte das nicht völlig kompensieren.

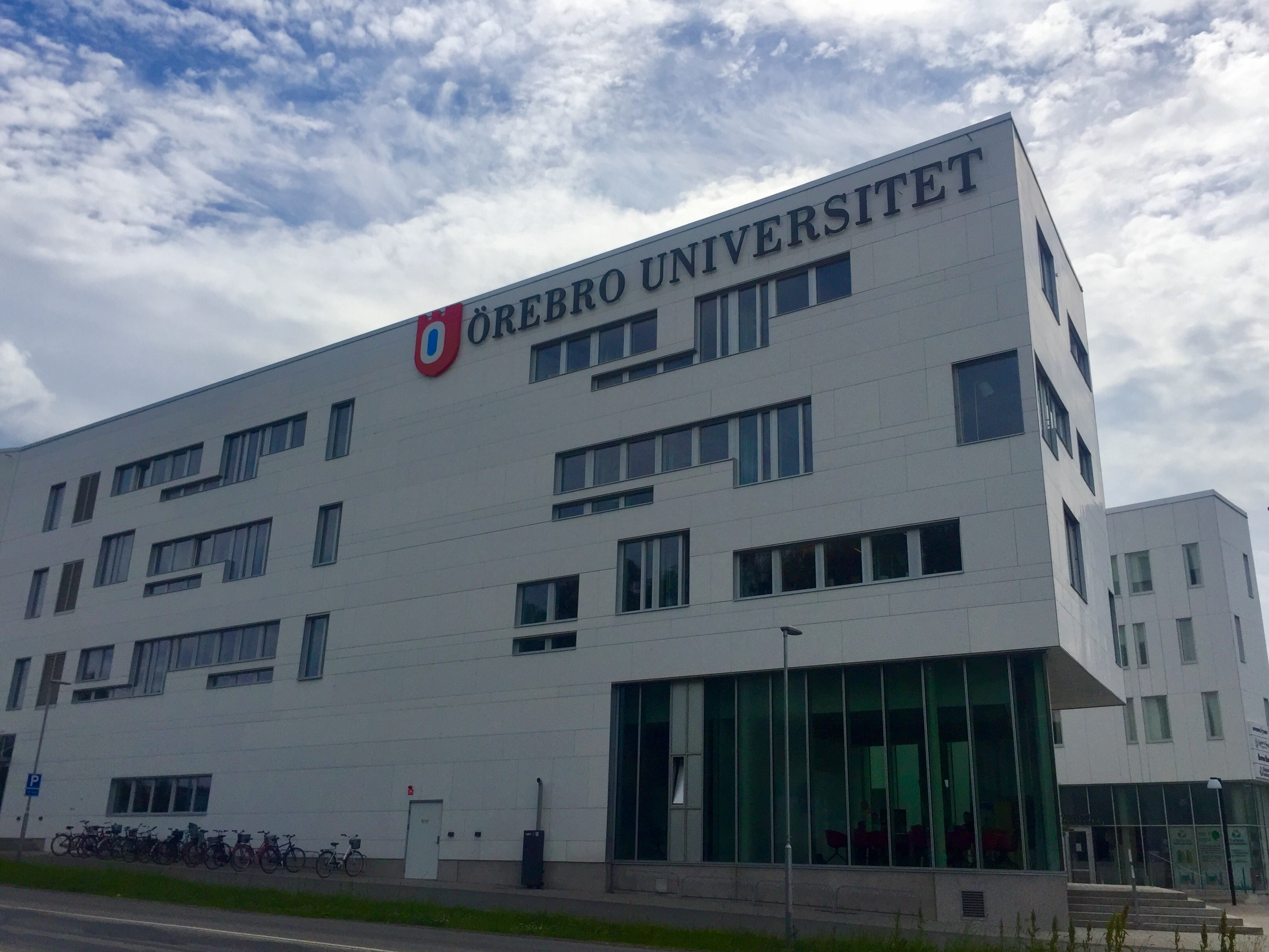
Universität Örebro

Die Hochschule wurde 1967 gegründet, bekam 1999 den Status einer Universität und heißt seitdem Universität Örebro. Der Universität angeschlossen ist auch eine Universitätsklinik.
Am 4. Februar 2025 kam es im Bildungszentrum Campus Risbergska zum Amoklauf von Örebro. Der 35-jährige Täter erschoss zehn Menschen und verletzte 15, bevor er sich selbst erschoss.

## Wirtschaft und Verkehr
Die Stadt hat eine Universität, einen Flughafen (ORB) und eine für den Handel günstige Lage an den Europastraßen 20 (Göteborg–Örebro–Eskilstuna–Stockholm) und 18 (Oslo–Karlstad–Örebro-Västerås–Stockholm).
Örebro ist Sitz der kleinen Brauerei Närke Kulturbryggeri.

## Religion
Durch die geographische Gliederung der schwedischen Kirche gehört das Gebiet zum Bistum Strängnäs.

## Sehenswürdigkeiten

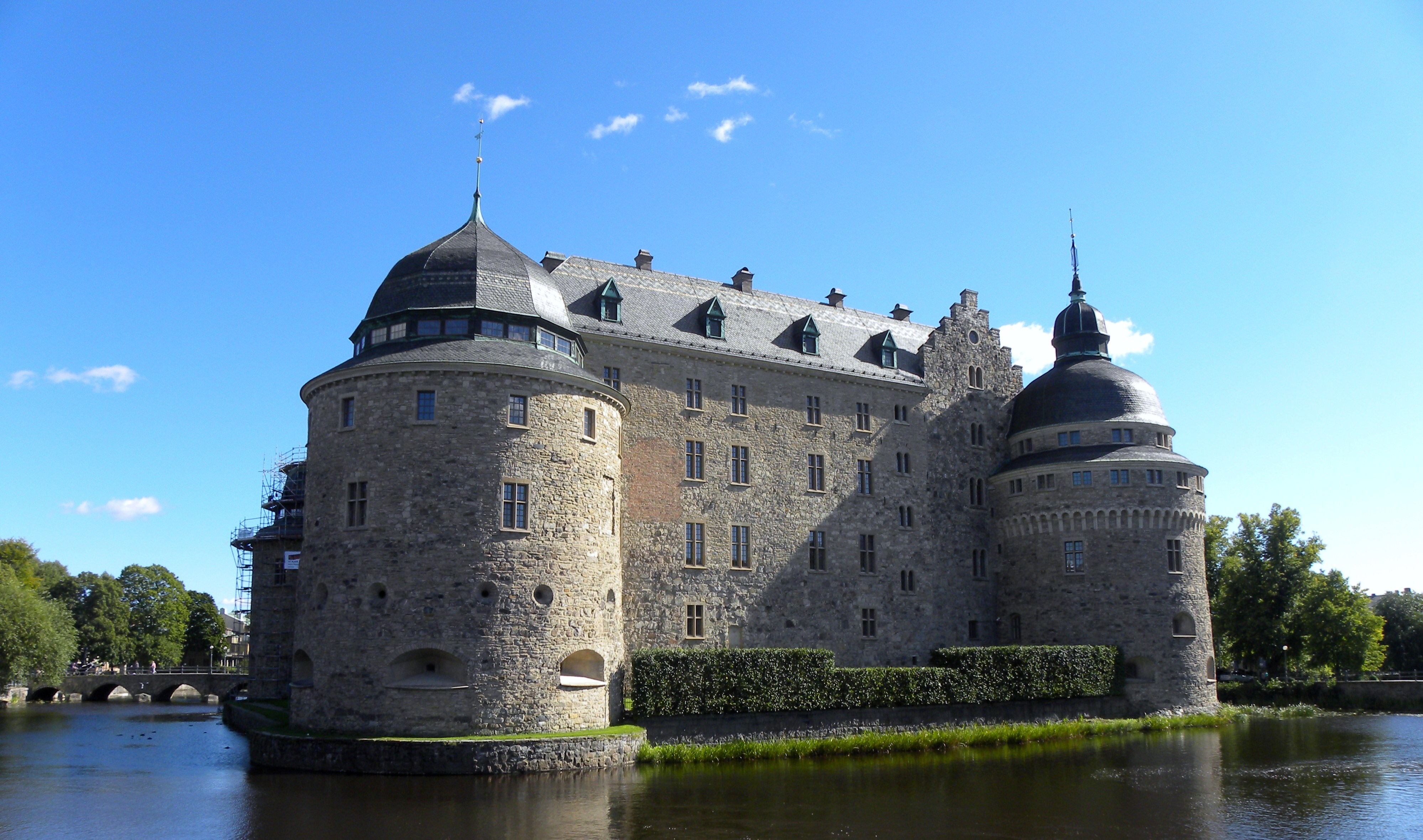
Örebro slott (Schloss Örebro)

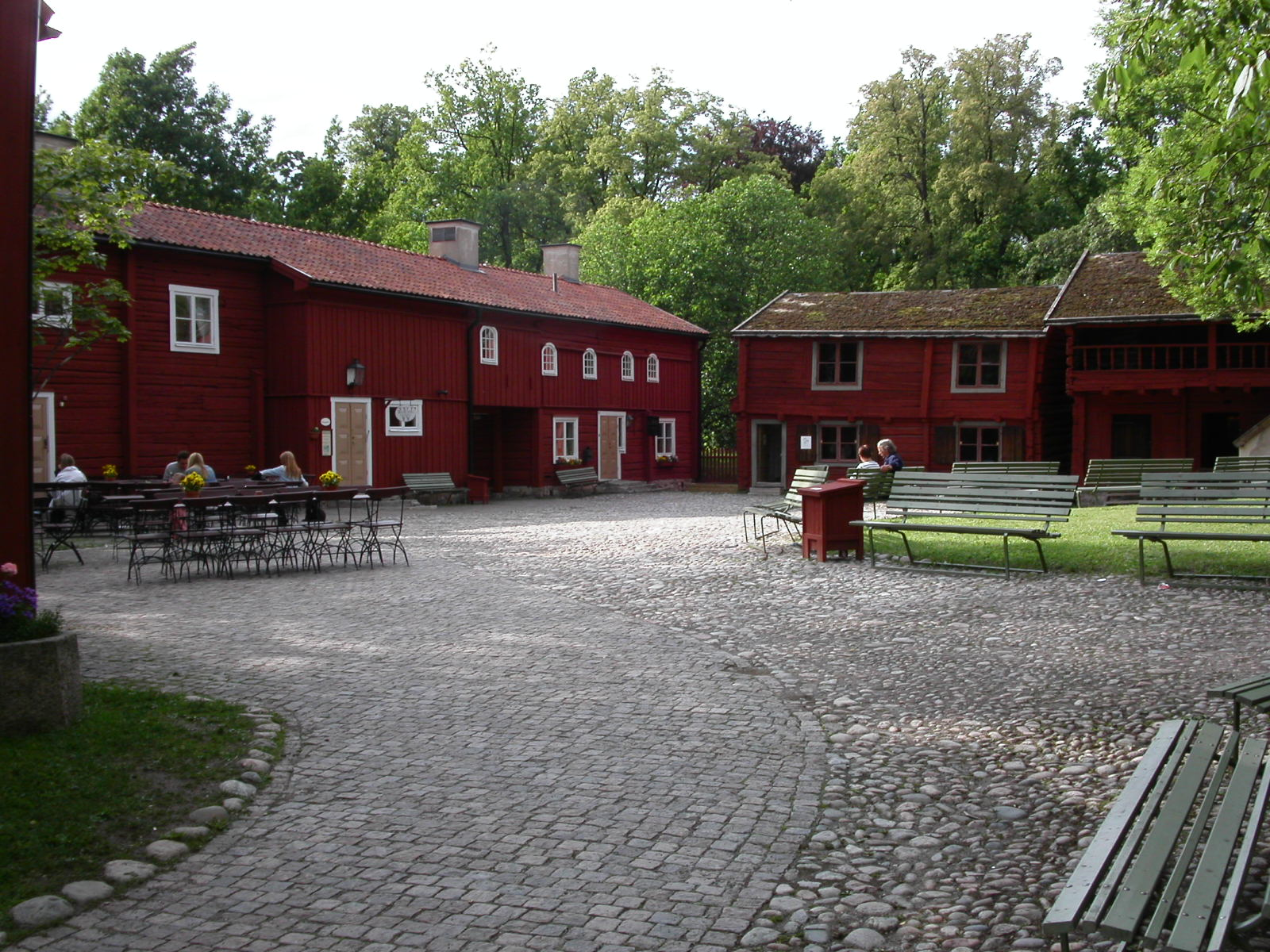
Örebro, Wadköping

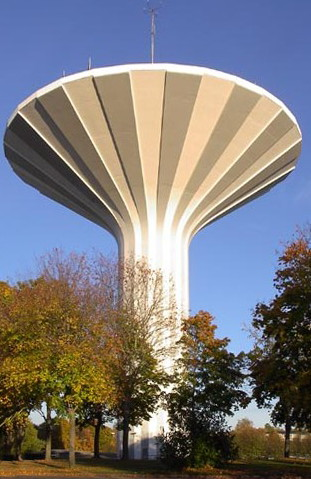
„Der Pilz“, ein Wasserturm in Örebro

- Das Wahrzeichen der Stadt ist das Schloss (Örebro slott). Es liegt auf einer kleinen Insel inmitten der Stadt.
- Sehenswert ist das Freilichtmuseum Wadköping mit seinen alten Häusern.
- Gustavsvik ist eine der größten Freizeiteinrichtungen Schwedens. Neben Freizeitmöglichkeiten wie Golf, Angeln und Nordeuropas größtem Hallenbad ist ein großer Campingplatz angegliedert.
- Die Umgebung der Stadt ist für Fahrradausflüge geeignet, aber auch bei Kanuten und Wanderern beliebt.
- Der Wasserturm (Svampen) mit einem Café und einer Besucherplattform, von der man einen wunderbaren Ausblick über Örebro und die Umgebung hat. Der Lift, der einen auf 50 Meter Höhe bringt, ist kostenlos.

## Städtepartnerschaften
Partnerstädte Örebros sind:
| - Łódź, Polen - Drammen, Norwegen - Kolding, Dänemark - Lappeenranta, Finnland | - Stykkishólmur, Island - Yantai, China - Terrassa, Spanien - Pau, Frankreich |

Kontakte bestehen nach  Nowgorod, Russland.

## Persönlichkeiten

### Söhne und Töchter der Stadt
- Laurentius Petri (1499–1573), erster lutherischer Erzbischof
- Jonas Wenström (1855–1893), Erfinder, Mitgründer von ASEA (heute ABB)
- Hjalmar Bergman (1883–1931), Schriftsteller
- Håkan Berggren (1936–2017), Historiker und Diplomat
- Ronnie Peterson (1944–1978), Formel-1-Rennfahrer
- Prinz Daniel von Schweden (* 1973), Ehemann von Kronprinzessin Victoria von Schweden
- Nina Persson (* 1974), Musikerin
- Josefine Lindstrand (* 1981), Sängerin
- Jonas Myrin (* 1982), Musiker
- Carl Gunnarsson (* 1986), Eishockeyspieler
- Emilia Fahlin (* 1988), Radrennfahrerin
- Jimmy Durmaz (* 1989), Fußballspieler
- Freja Olofsson (* 1998), Fußballspielerin

### Persönlichkeiten, die in Örebro gewirkt haben
Berühmte Persönlichkeiten mit Bezug zu der Stadt sind:
- Carl August Ehrensvärd (1745–1800), Zeichner, Architekt und Kunsttheoretiker
- Carl Hartman (1824–1884), Botaniker
- Laura Valborg Aulin (1860–1928), Pianistin und Komponistin
- Werner Taesler (1907–1994), deutscher Architekt
- Orvar Bergmark (1930–2004), Fußballspieler, -trainer und Bandyspieler
- Thomas Nordahl (* 1946), Fußballspieler und -trainer
- Jan Fares (* 1948), schwedisch-libanesischer Filmschauspieler
- Ernst Kirchsteiger (* 1957 in Kroppa), Designer, Innenarchitekt und Fernsehmoderator
- Sten Tolgfors (* 1966), Politiker
- Fuat Deniz (1967–2007), schwedischer Soziologe und Schriftsteller aramäischer Herkunft
- Martin Stenmarck (* 1972), Musiker
- Fares Fares (* 1973 in Beirut), libanesisch-schwedischer Schauspieler assyrischer Herkunft
- Josef Fares (* 1977 in Beirut), libanesisch-schwedischer Filmregisseur und Drehbuchautor assyrischer Herkunft

### Bands
- Millencolin (gegründet 1992), Punkrock-Band
- Nasum (gegründet 1992), Grindcore-Band
- Witchcraft (gegründet 2000), Hard-Rock-/Heavy-Metal-Band
- Spetsnaz (gegründet 2001), EBM-Band
- Truckfighters (gegründet 2001), Stoner-Rock-Band
- Smash into Pieces (gegründet 2008) Pop-Rock-Band
- Blues Pills (gegründet 2011), Bluesrock-Band
- Trees of Eternity (gegründet 2013), Gothic-Metal-Band